# Бирсан, Александр Семёнович
Александр Семёнович Бирсан (укр. Олександр Семенович Бірсан; 9 июня 1955, Днепропетровск, УССР, СССР — 29 сентября 2013, Киев, Украина) — сотрудник и руководитель украинских органов государственной безопасности. Генерал-лейтенант СБУ. Начальник главного управления «А» («Альфа») Службы безопасности Украины — управление по борьбе с терроризмом, защиты участников уголовного судопроизводства и работников правоохранительных органов, заместитель руководителя Антитеррористического центра при СБУ. Руководитель УДО — управления государственной охраны Украины.

## Биография
Родился 9 июня 1955 года в городе Днепропетровск. Окончил Днепропетровский сельскохозяйственный институт по специальности инженер-механик.
С 1979 по 1982 год работал на Южном машиностроительном заводе в Днепропетровске. С 1982 по 1985 год был уполномочен на Днепропетровское областное управление КГБ УССР. С 1985 по 1998 год служил в 9-м управлении КГБ УССР (от оперуполномоченного в охране В. В. Щербицкого до первого заместителя начальника Управления государственной охраны Украины). С 1992 по 1995 год был начальником личной охраны Президента Украины Леонида Кучмы.
С 1998 по 2003 год был начальником главного управления «А» («Альфа») Службы безопасности Украины — управление по борьбе с терроризмом, защиты участников уголовного судопроизводства и работников правоохранительных органов, заместитель руководителя Антитеррористического центра при СБУ. С 2003 по 2009 год был председателем совета международной ассоциации ветеранов подразделений антитеррора «Альфа».
С июля 2009 по апрель 2010 года был руководителем Управления государственной охраны Украины. Впоследствии назначен первым заместителем председателя Национального агентства по вопросам подготовки и проведения на Украине финальной части чемпионата Европы 2012 года по футболу — руководителем Межведомственного координационного штаба по вопросам безопасности и правопорядка.
Скончался 29 сентября 2013 года. Похоронен в Киеве на Лукьяновском военном кладбище.

## Награды
- Орден «За заслуги» III ст. (5 июля 2012) — за значительный личный вклад в подготовку и проведение на Украине финальной части чемпионата Европы 2012 года по футболу, успешную реализацию инфраструктурных проектов, обеспечение правопорядка и общественной безопасности во время турнира, повышение международного авторитета Украинского государства, высокий профессионализм[2]
- Отличия Президента Украины — Крест Ивана Мазепы (22 февраля 2010) — за весомый личный вклад в развитие ветеранского движения, решение вопросов социальной защиты и реабилитации ветеранов войны, патриотическое воспитание молодежи, многолетнюю безупречную службу, образцовое выполнение воинского долга и по случаю Дня защитника отечества[3]
- Наградное оружие — пистолет «Glock 19», указом главы СБУ № 754 от 23 ноября 2009 года.